# 中正公園 (基隆市)

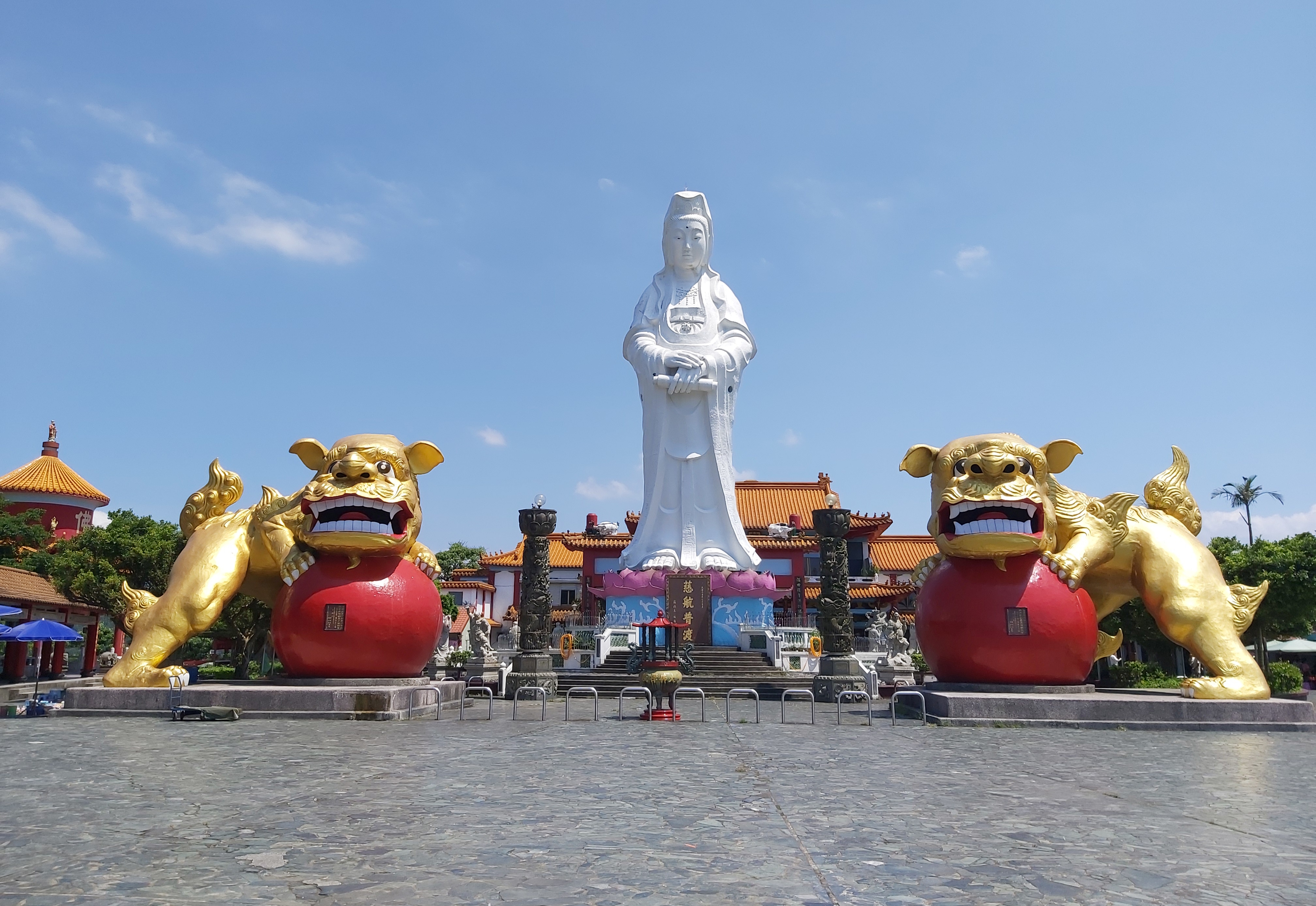
中正公園大佛禪院大觀音像，為基隆象徵地標。大佛禪院七十四台尺高的觀音大士佛像，是早期全台灣最高的佛像。

中正公園是位於台灣基隆市的一座公園，座落於基隆市區東北側基隆港東岸小基隆山上，是基隆市最重要的公眾開放空間，也是基隆代表性景點之一。除了公園設施之外，許多機關學校也位在園內。公園佔地寬廣遼闊，各設施依山而建，園內環境幽靜，風景宜人，也是基隆市民平日休閒去處。

## 園區介紹
中正公園所在的小山頭，舊稱「小基隆山」，於民國39年（1950年）由基隆市政府闢建公園，以紀念中華民國前總統蔣中正而命名。公園之一部分原為石坂莊作所開闢的私人公園─石坂公園；日治昭和8年（1933年），石坂莊作設立公園並捐給基隆市。
公園本身共分成三層，大門（行人入口）位於信二路上（信二路停車場正對面），可拾階而上，或由側邊的斜坡步行而上。車行入口則位於信二路壽山路口（基隆市警察局位此路口）。
- 第一層：從大門進入後可見基隆忠烈祠（原為基隆神社）。公園內許多運動休閒設施多位於此層，如兒童樂園、溜冰場、網球場、籃球場、中正亭等。旁邊有臺灣遺跡枕山砲台，相傳是劉銘傳於攻法時所興建的，可供遊賞。

- 第二層：為基隆中元普渡祭典的主場所─主普壇所在，內還有民俗文物館。每年農曆7月15日中元節時，整個場地人山人海，場面十分壯觀。

- 第三層：觀海亭為公園最高處，此區也是大佛禪寺及市立中正國中所在。

### 大佛禪寺

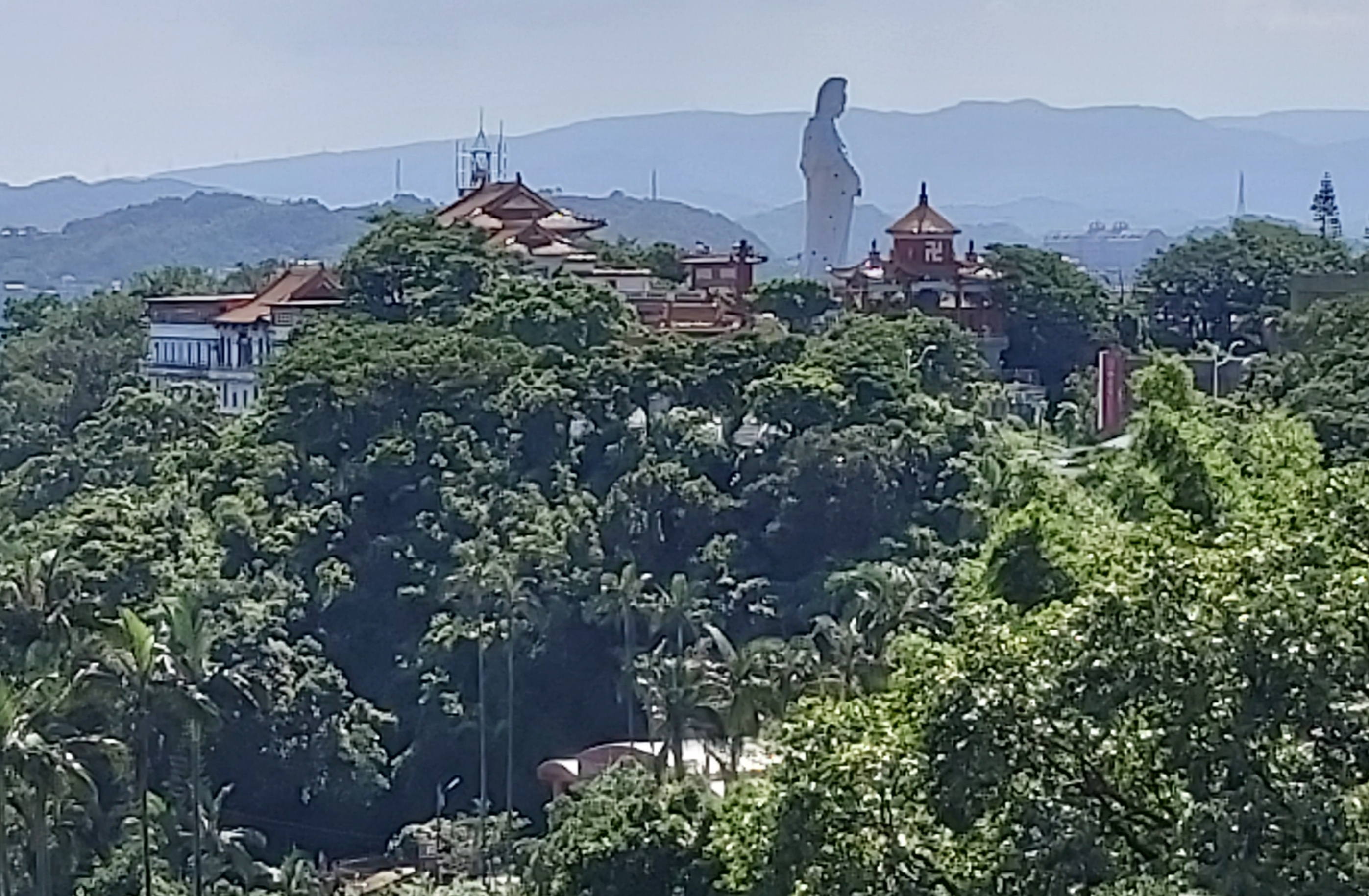
大佛禪院遠景

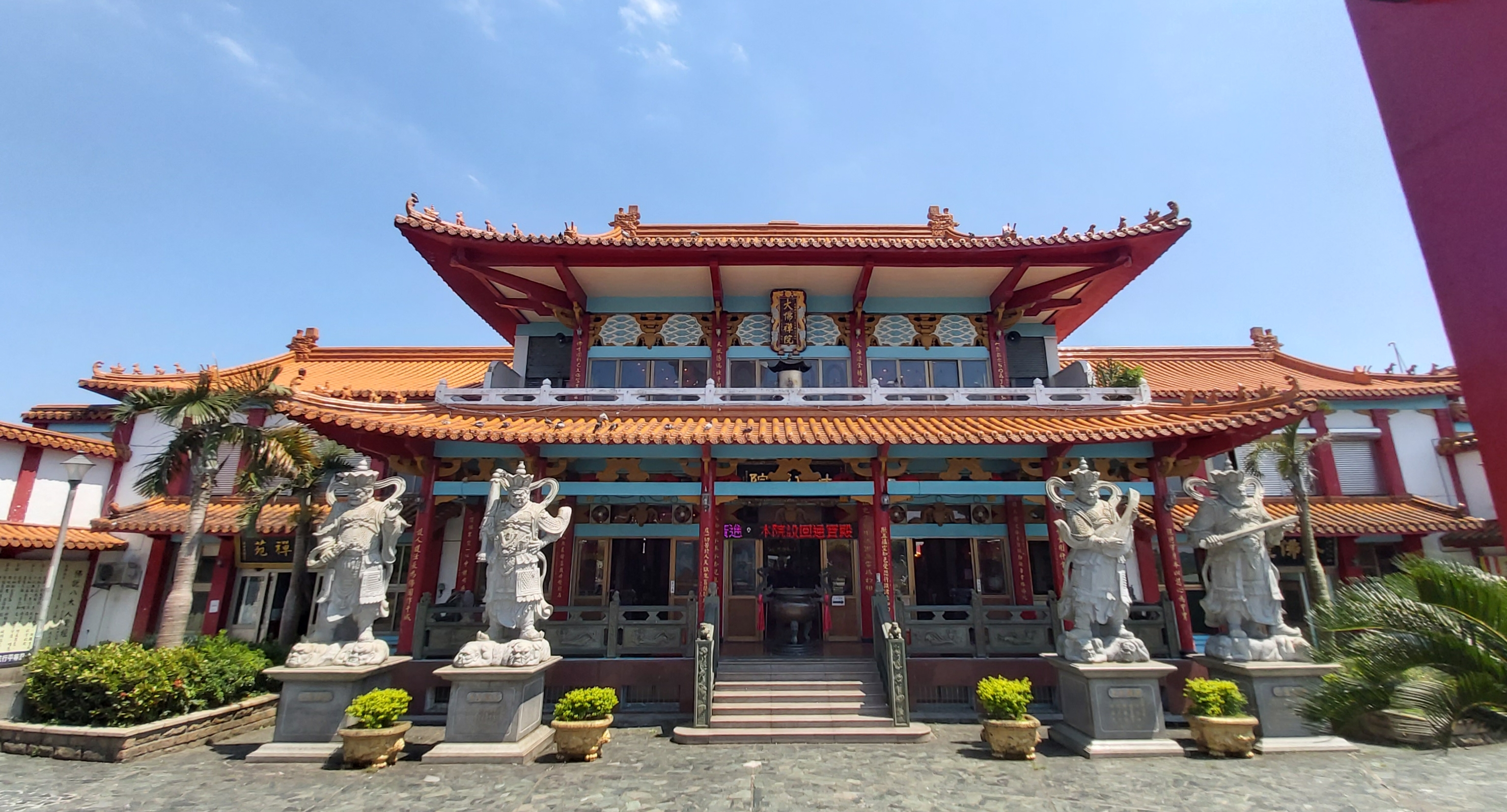
大佛禪院

大佛禪寺座落於基隆市中正公園壽山之巔，居高臨下，全市風光一覽無遺，禪寺前身是在基隆市仁愛區文安里陋巷內的一間佛教講堂，開山普觀法師自幼隨母出家，大發弘願，經多方覓尋，擇定中正公園山頂，1969年大佛開光揭幕，由印順導師主持。禪寺採唐代佛教寺院建造，樓高四層，內有大雄寶殿、圓通寶殿、佛教講堂、彌勒殿、觀音殿、琉璃殿、功德堂及禪房等，美輪美奐，雄偉壯觀，可供觀覽及參拜。 
寺前廣場最顯眼的地標為一尊高達22.5公尺（74台尺）的白色觀音大士像，為基隆市最具代表性的景觀，是當時全台最高的佛像，被選為基隆市八景之首。觀音像內分為五層，可登上佛眼中鳥瞰基隆全景，在觀音像的兩側，有兩頭巨大的金獅坐鎮，十分祥和莊嚴。觀音像周圍也立了十八座羅漢的雕像，每尊表情、動作都不一樣，十分生動，相當有趣。

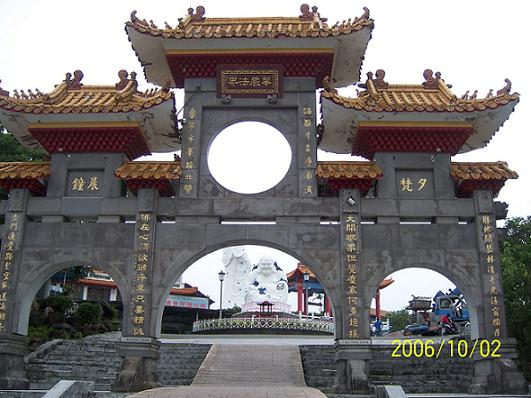
中正公園頂層（大佛禪寺）大門
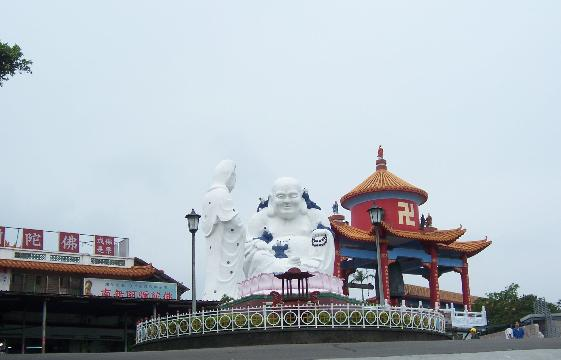
彌勒佛像
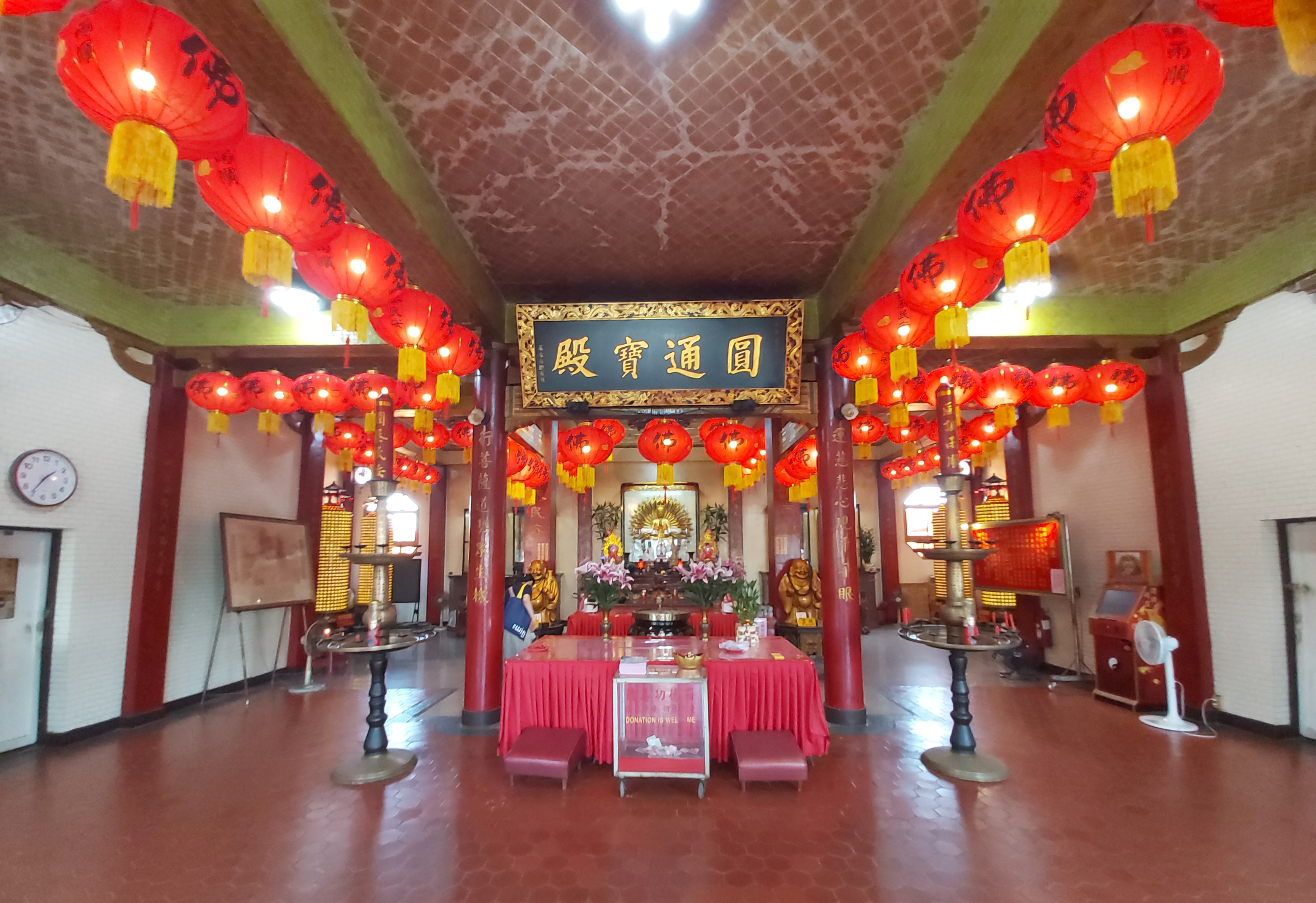
圓通寶殿
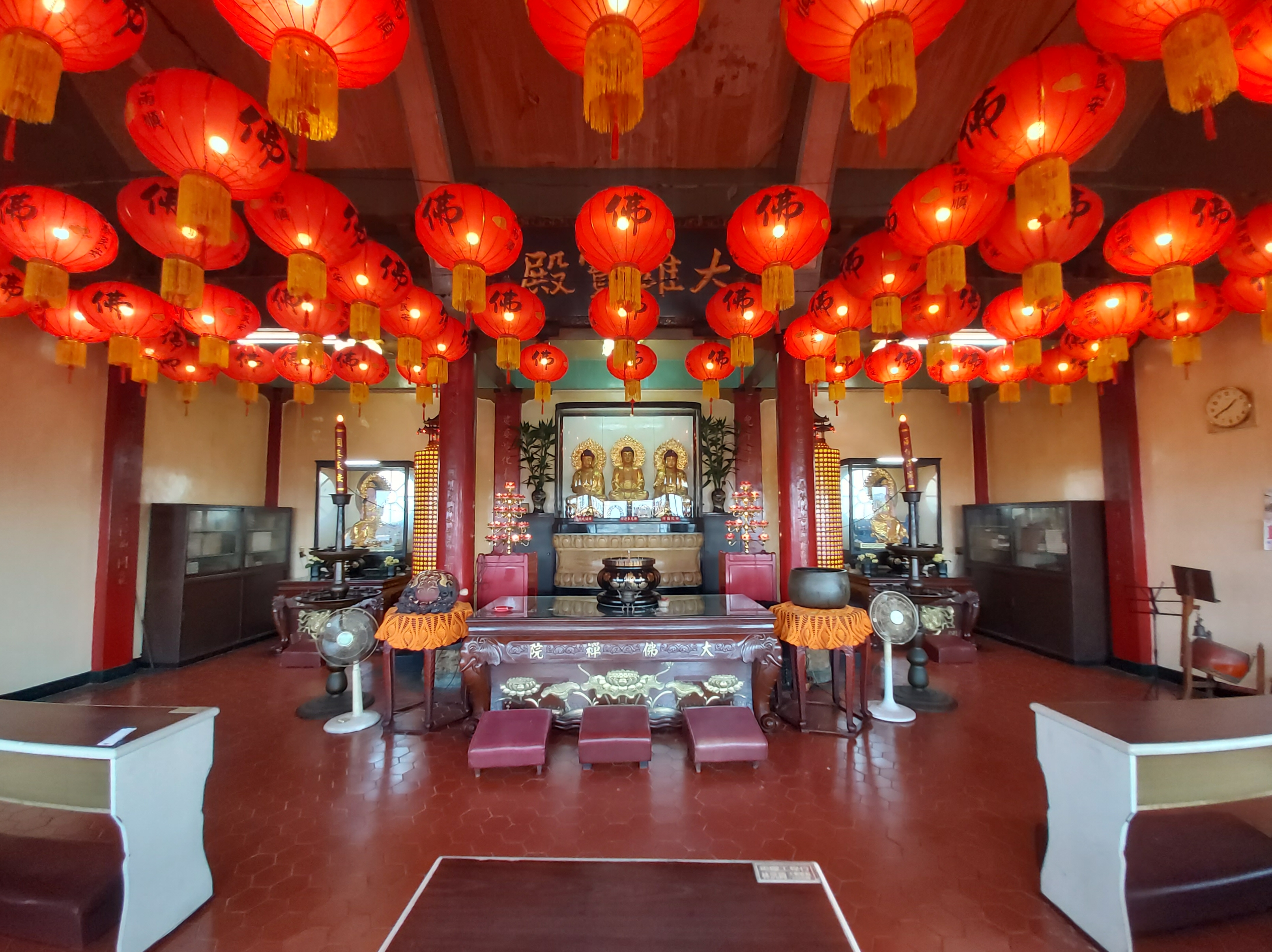
大雄寶殿
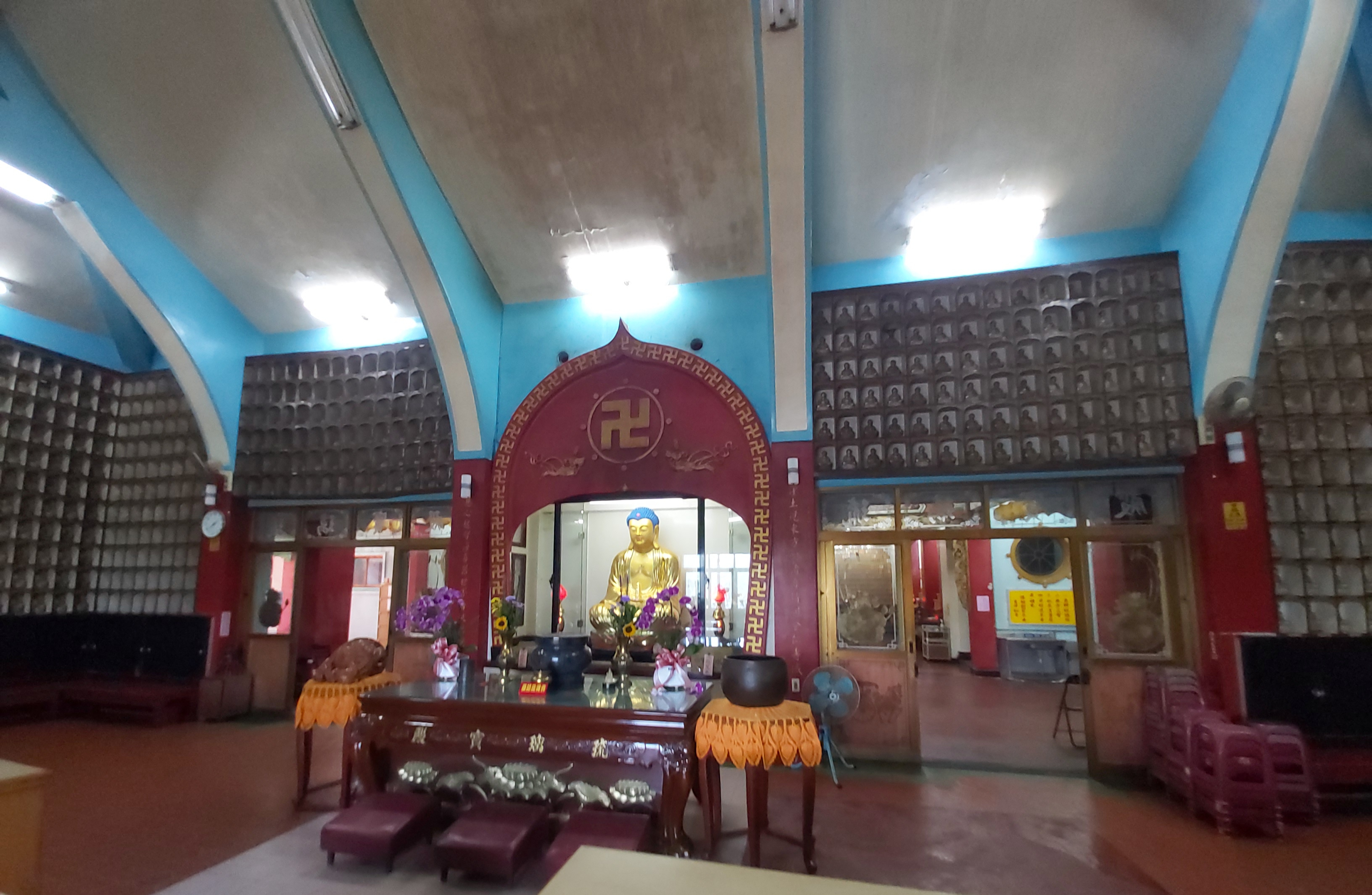
琉璃寶殿
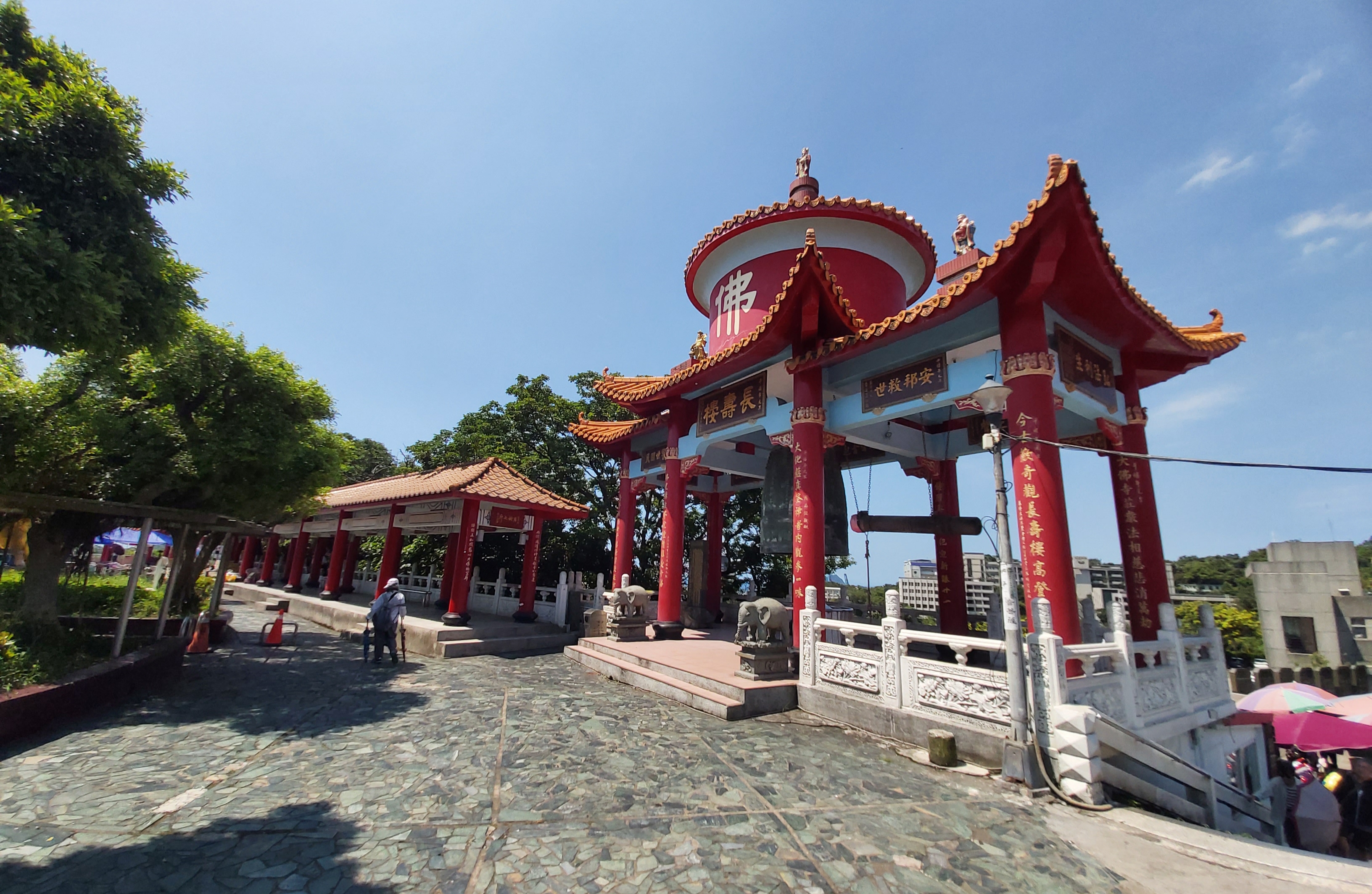
長壽鐘樓
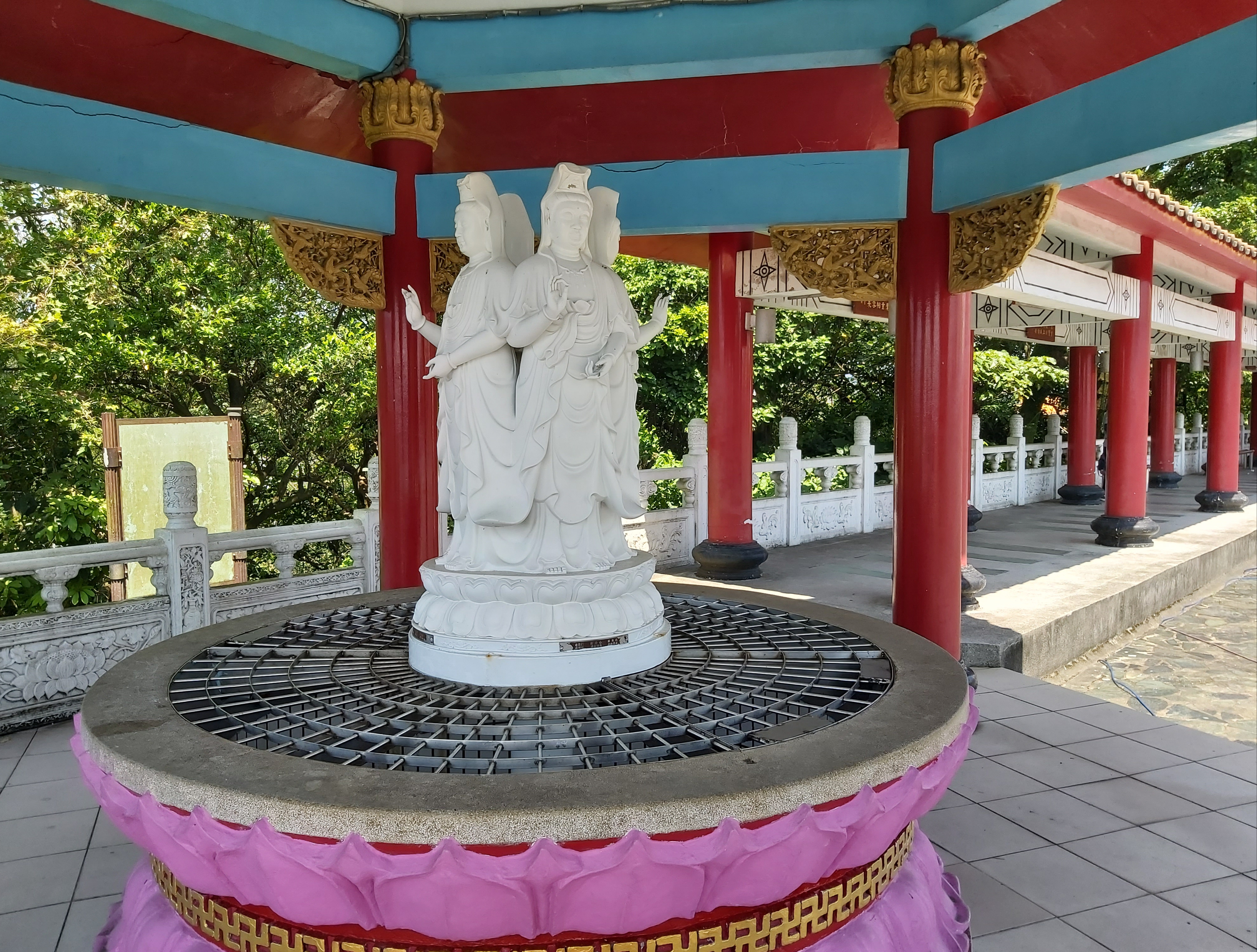
許願池
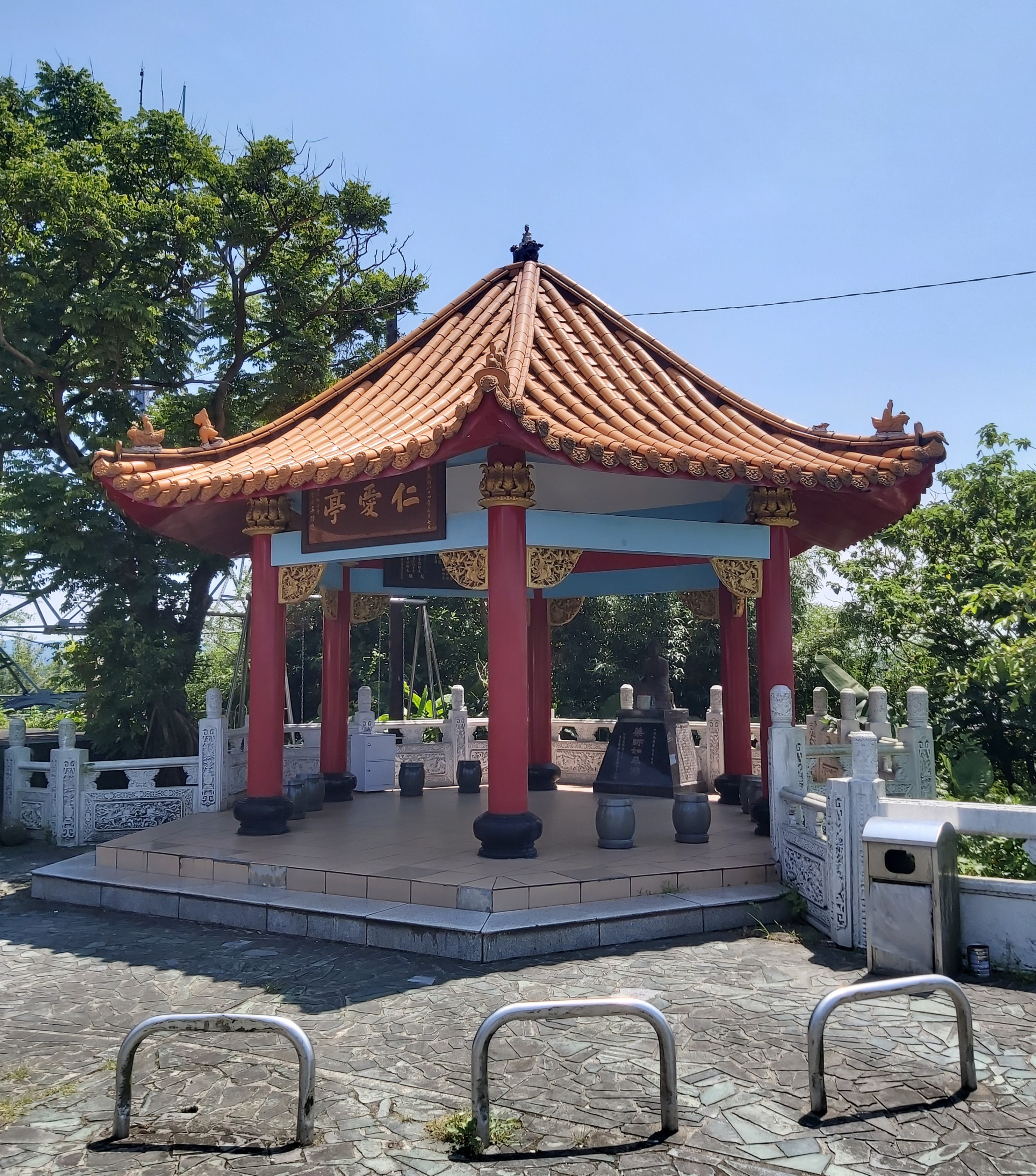
仁愛亭
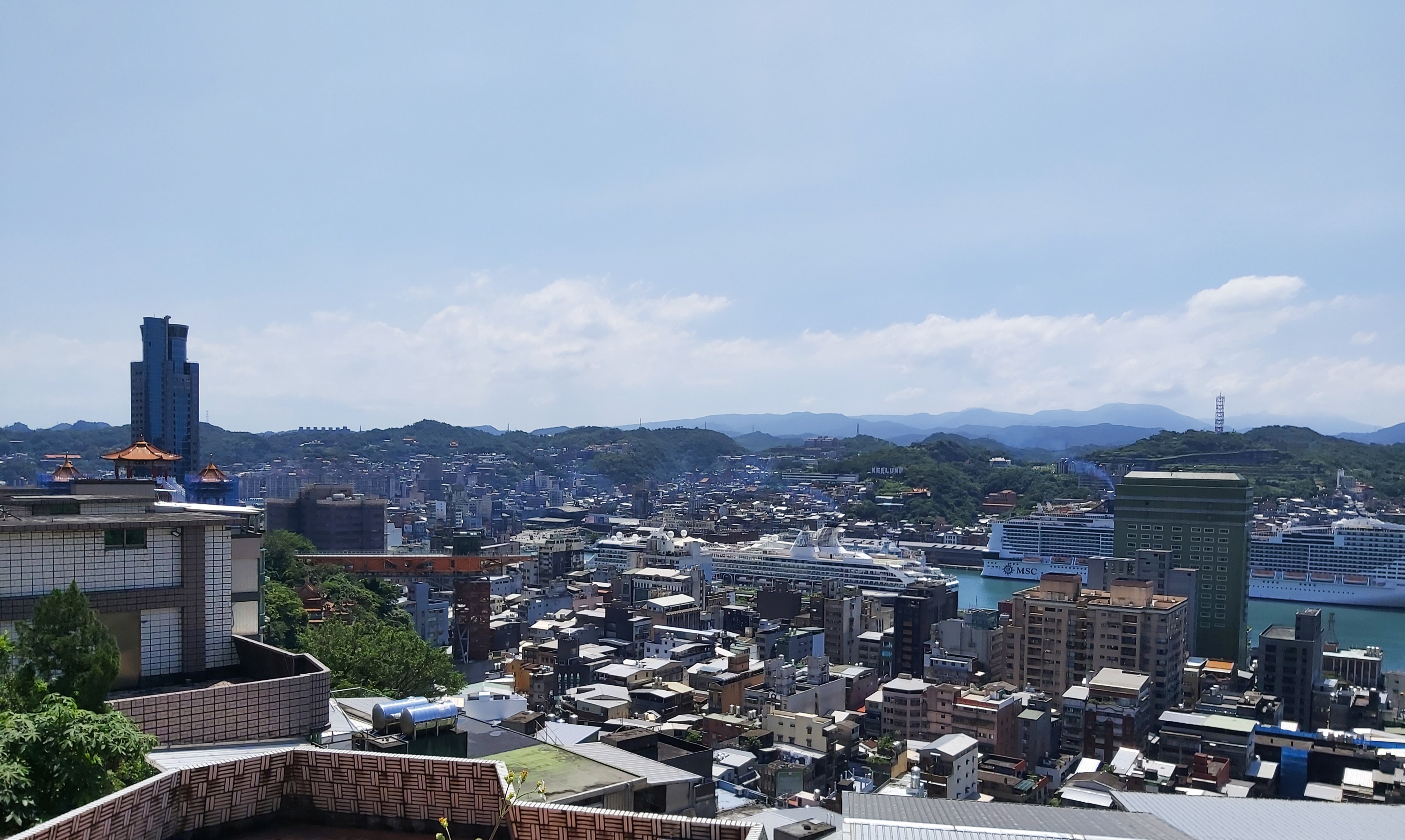
從觀音像前廣場 俯瞰基隆港

觀音像前的廣場，可以俯瞰整個基隆港以及市街景象，視野非常的開闊，尤其黃昏之後，由這裡觀看基隆夜景，別具特色。

## 園內其他景點及設施

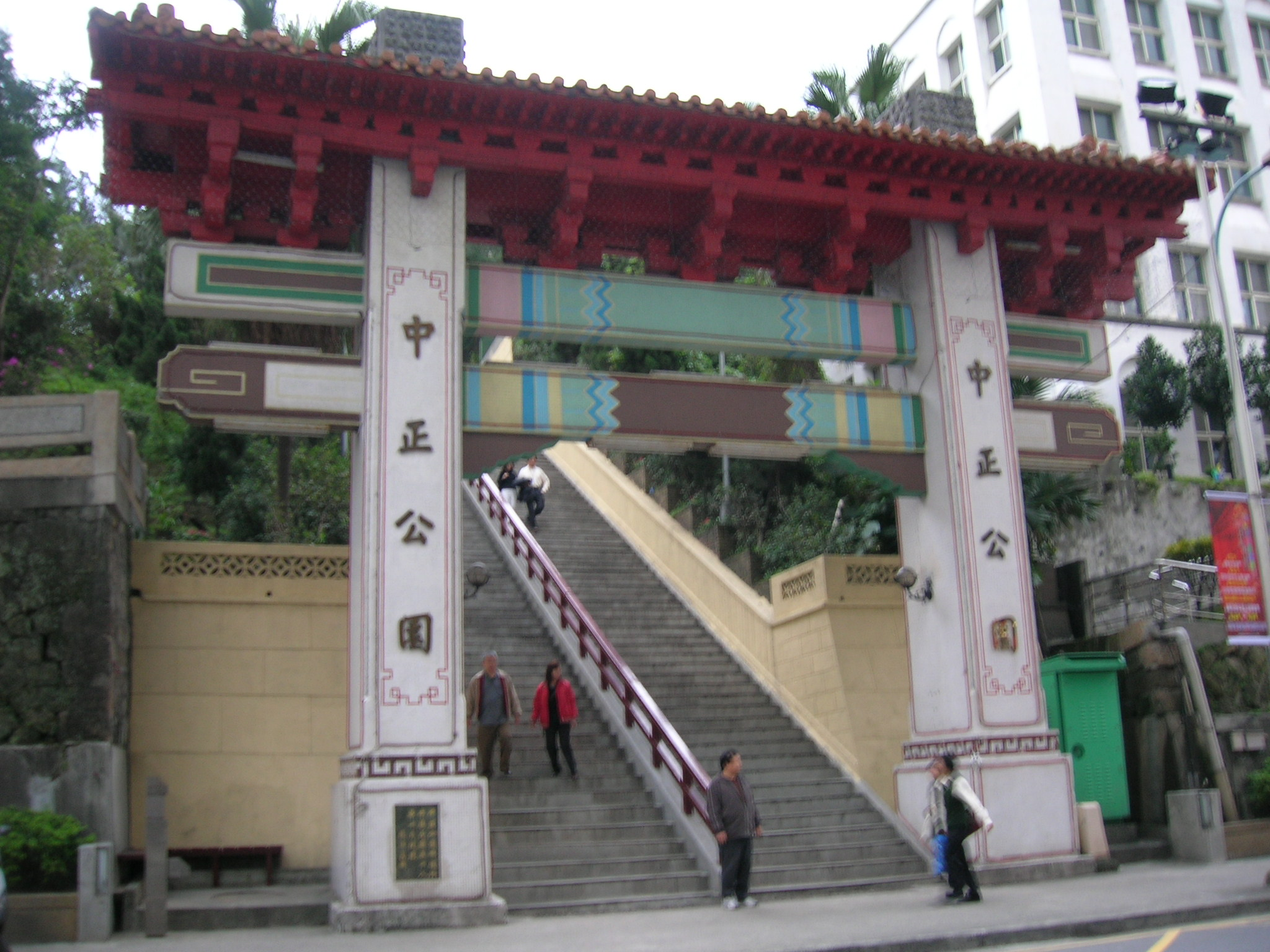
中正公園牌樓（行人入口）

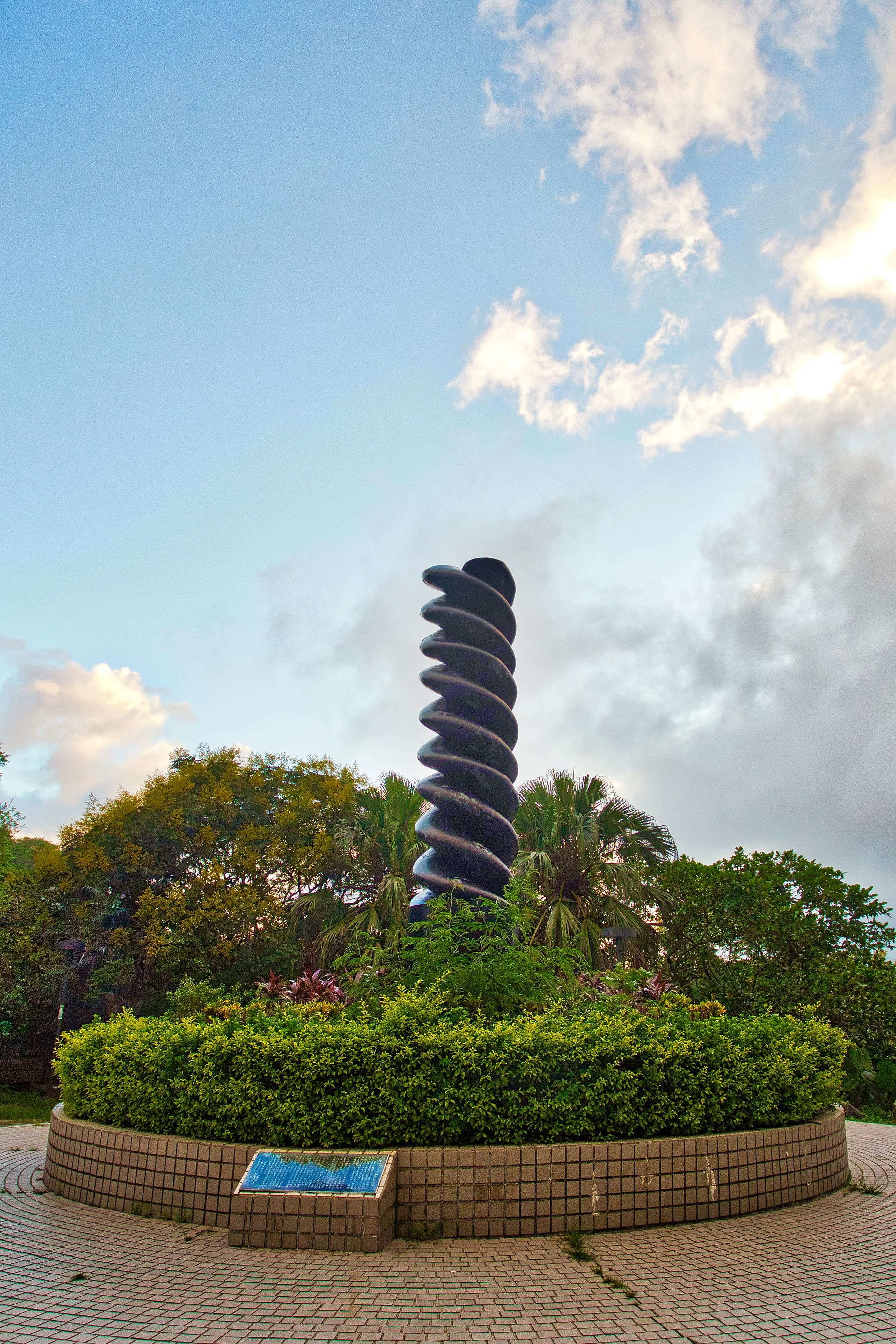
二二八紀念碑

- 基隆市議會
- 無線山
- 基隆濟安宮
- 役政公園
- 二二八紀念碑
- 二沙灣砲台（海門天險）
- 十八羅漢洞

## 未來規劃

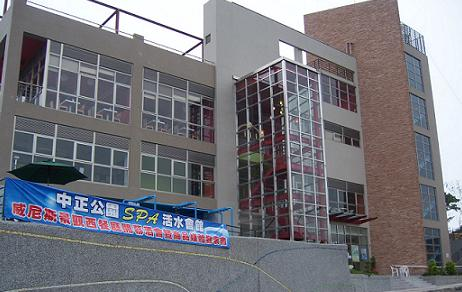
中正公園SPA活水會館

近幾年來，因為主客觀因素，中正公園流失大量遊客，而逐漸失去往日風采。1997年之後開始進行一系列的振興計畫，計畫將中正公園轉型成為休閒園區。在其任內完成了役政公園後，又規劃將中正公園分為八大園區。但並未完成。2006年8月10日，中正公園游泳池─活水會館啟用，為基隆市第一個以BOT方式興建的公共設施，為中正公園再添一個休閒景點，也象徵中正公園再造跨出一大步。

## 相關資訊
- 觀音像開放參觀時間：上午09:00至下午05:00止；洽詢電話 02-2420-1122。
- 活水會館入場費（票價）：成人票（不分平假日）220元、學生票170元、兒童票150元
此外未來計畫推出記名1年期的會員卡、家庭卡、公司團體卡及游泳教學等。

## 另見
- 基隆神社
- 主普壇
- 基隆塔

## 外部連結
- 基隆旅遊網－中正公園 （页面存档备份，存于）
- 基隆市信義區公所－中正公園 （页面存档备份，存于）
- 中正公園-交通部觀光署 （页面存档备份，存于）